# Nadia Fingall
Nadia Fingall (Estats Units, 1998) és una pivot de bàsquet, que juga per al València Basket.
Formada a la Universitat de Standford, Fingall va fitxar pel Nou Basket Paterna, equip vinculat al València Basket per a la temporada 2020-21. La temporada següent va fer el salt a la Lliga Femenina al fitxar pel Movistar Estudiantes, renovant per un any més.
El 22 de maig del 2023 va fitxar pel València Basket, vigent campió de lliga.